# Trypeticus
Trypeticus är ett släkte av skalbaggar. Trypeticus ingår i familjen stumpbaggar.

## Dottertaxa tillTrypeticus, i alfabetisk ordning[1]
- Trypeticus adebratti
- Trypeticus albertisii
- Trypeticus alticola
- Trypeticus andaiensis
- Trypeticus angustifrons
- Trypeticus arriagadai
- Trypeticus aukei
- Trypeticus beesoni
- Trypeticus bertiae
- Trypeticus bombacis
- Trypeticus boukei
- Trypeticus brevis
- Trypeticus canalifrons
- Trypeticus capillatus
- Trypeticus carinifrons
- Trypeticus carinipygus
- Trypeticus caterinoi
- Trypeticus cinctipygus
- Trypeticus clarus
- Trypeticus convexicollis
- Trypeticus coomani
- Trypeticus crassus
- Trypeticus danielssoni
- Trypeticus degallieri
- Trypeticus deoudei
- Trypeticus dohertyi
- Trypeticus fagi
- Trypeticus ferrarii
- Trypeticus fissirostrum
- Trypeticus foveicollis
- Trypeticus frontalis
- Trypeticus gestroi
- Trypeticus gibberosus
- Trypeticus gilolous
- Trypeticus gomyi
- Trypeticus gracilis
- Trypeticus gratus
- Trypeticus hamatipygus
- Trypeticus helleri
- Trypeticus hielkemaorum
- Trypeticus hinei
- Trypeticus houseae
- Trypeticus huijbregtsi
- Trypeticus immanis
- Trypeticus incilis
- Trypeticus indicus
- Trypeticus jaegeri
- Trypeticus jelmeri
- Trypeticus jorisi
- Trypeticus kalemantanus
- Trypeticus kalshoveni
- Trypeticus kapleri
- Trypeticus kirtoni
- Trypeticus lackneri
- Trypeticus latilabris
- Trypeticus latirostrum
- Trypeticus latisternum
- Trypeticus loebli
- Trypeticus longicollis
- Trypeticus mazuri
- Trypeticus merkli
- Trypeticus minutissimus
- Trypeticus minutulus
- Trypeticus mirandus
- Trypeticus monteithi
- Trypeticus nasicus
- Trypeticus nemorivagus
- Trypeticus nepalensis
- Trypeticus nitens
- Trypeticus obeliscus
- Trypeticus parilloi
- Trypeticus parobeliscus
- Trypeticus pederseni
- Trypeticus penatii
- Trypeticus penicillicauda
- Trypeticus planisternus
- Trypeticus poggii
- Trypeticus pooti
- Trypeticus protractus
- Trypeticus rectangulus
- Trypeticus riedeli
- Trypeticus rombauti
- Trypeticus rostricauda
- Trypeticus rostripygus
- Trypeticus sanneae
- Trypeticus sauteri
- Trypeticus schawalleri
- Trypeticus silvicola
- Trypeticus smetanai
- Trypeticus subobeliscus
- Trypeticus sulcisternum
- Trypeticus tabacigliscens
- Trypeticus therondi
- Trypeticus trigonifrons
- Trypeticus tuberculinotum
- Trypeticus uhligi
- Trypeticus valens
- Trypeticus vanasseni
- Trypeticus veda
- Trypeticus venator
- Trypeticus viennai
- Trypeticus yunnanensis